# Ehemalige Strafanstalt am Holzweiher

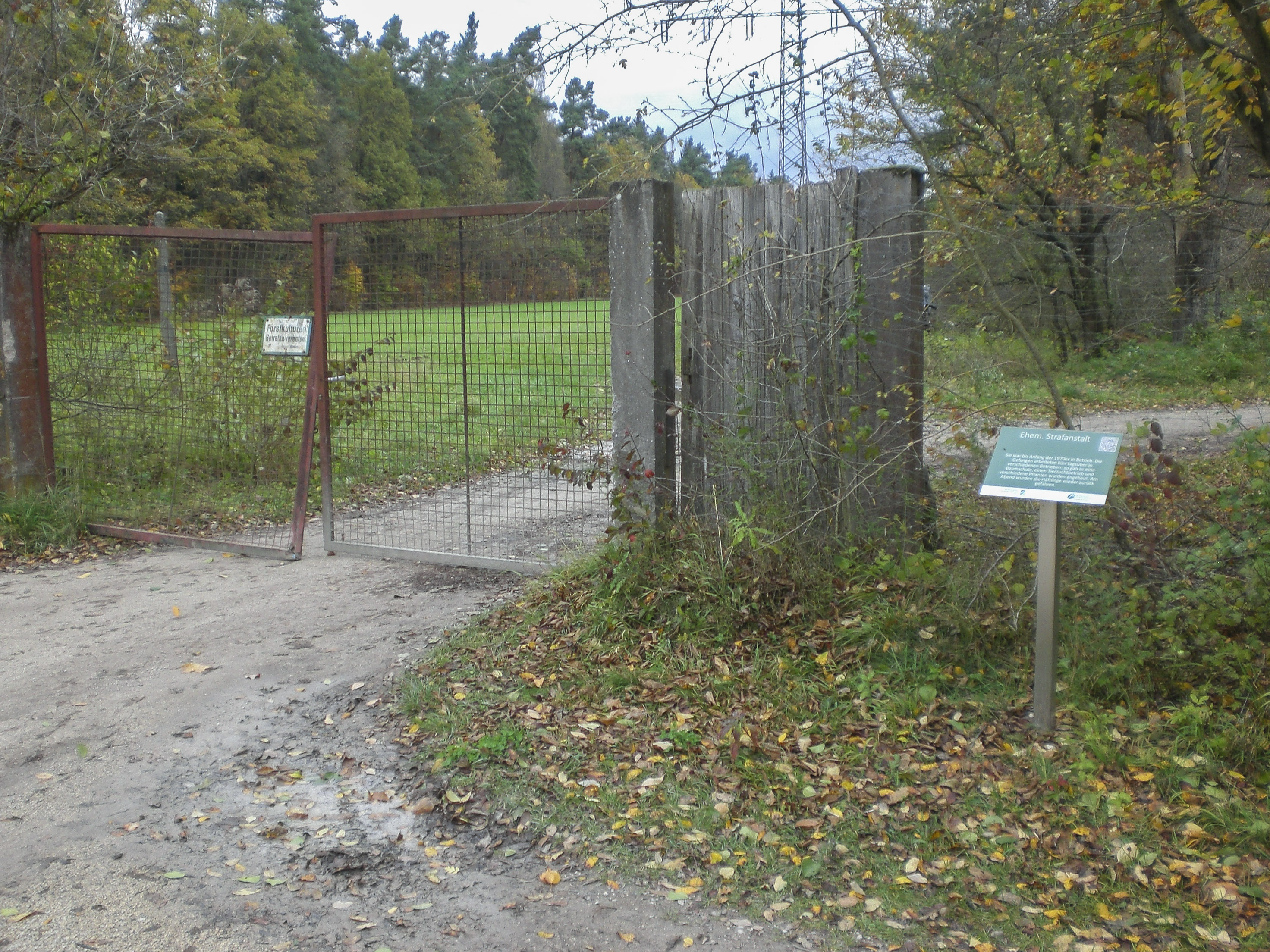
Südlicher Eingang zur Ehemaligen Strafanstalt

Die Ehemalige Strafanstalt am Holzweiher war eine Außenstelle der Justizvollzugsanstalt Nürnberg und liegt im gemeindefreien Gebiet Forsthof im mittelfränkischen Landkreis Nürnberger Land in Bayern.

## Lage
Das Gelände befindet sich im Lorenzer Reichswald östlich von Nürnberg, etwa auf halbem Weg zwischen den Nürnberger Stadtteilen Zerzabelshof und Fischbach. Am südlichen Eingang befindet sich der Holzweiher. Der nördliche Teil liegt im gemeindefreien Gebiet Zerzabelshofer Forst.
Die Ehemalige Strafanstalt ist Bestandteil des EU-Vogelschutzgebietes Nürnberger Reichswald.

## Geschichte
Das Gebiet wurde in den Jahren 1100 bis 1300 erstmals radikal abgeholzt, um den Brenn- und Bauholzbedarf der aufstrebenden Stadt Nürnberg zu decken. Im 14. Jahrhundert drohte die Versteppung und im 15. Jahrhundert wurde dort mit Kiefernmonokulturen wiederaufgeforstet. Für die Landwirtschaft waren die kargen, sandigen Böden völlig unattraktiv, jedoch konnten sich die Forsten auf der Grundwassersohle des Fischbaches wieder etablieren. Es blieb bei der forstwirtschaftlichen Nutzung, hinzu kam ein wenig Imkerei. Während des Ersten Weltkrieges entstand 500 m westlich das Kriegsgefangenenlager Russenwiese, das später, in der Zeit des Nationalsozialismus, als ein Arbeitserziehungslager betrieben wurde. Bei den nächtlichen Luftangriffen am 10./11. und 27./28. August 1943, die eigentlich dem fünf Kilometer westlich gelegenen Rangierbahnhof gegolten hätten, wurde das Lager getroffen und anschließend aufgegeben. Durch Fehlabwürfe und Waldbrände wurden auch die östlich angrenzenden Fluren völlig verwüstet. Hinzu kamen im weiteren Kriegsverlauf Trümmerteile von abgeschossenen Maschinen, da das Gelände genau auf halbem Weg zwischen den Flakstellungen Fischbach und Dutzendteich lag und es blieb in der Nachkriegszeit zunächst ein Brachland.
Erst als 1952 die Nürnberger Justizeinrichtungen wieder an die deutschen Behörden übergeben worden waren und die Kernstadt vom gröbsten Kriegsschutt befreit war, machte man sich auch im Reichswald ans Aufräumen. Als Außenstelle des Gefängnisses wurde das Gelände eingezäunt und teils wieder aufgeforstet, Postadresse Nürnberg Waldpflanzgarten. Der Fischbach wurde zum Holzweiher aufgestaut und die nördlich gelegenen Bombentrichter am Hutgraben zu einer Weiherkette ausgebaut. Die Einrichtungen am Brunner Weg/Holzweiher wurden der Öffentlichkeit nicht kommuniziert und blieben weitgehend unbeachtet. Im Oktober 1967 kam es bei dem Gelände zu einem bewaffneten Überfall, bei dem ein Fahrzeug geraubt wurde.

## Beschreibung

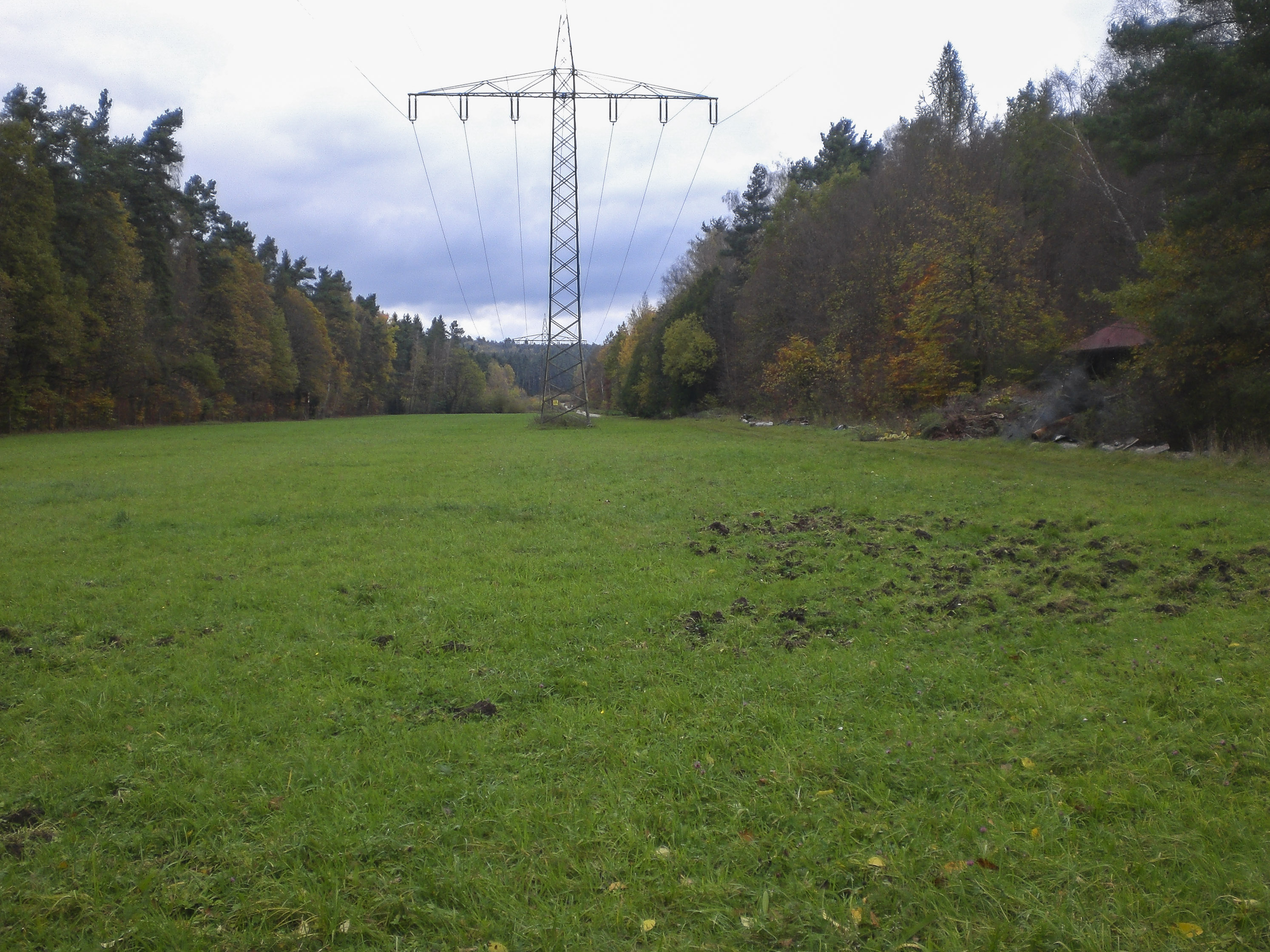
Sicht auf das Areal

Die Außenstelle war bis Anfang der 1970er Jahre in Betrieb. Die Gefangenen arbeiteten entsprechend einem Gutshof in den Stallungen, im Wald als Forstkommando und im Fischereibetrieb dort tagsüber und wurden am Abend wieder in ihre Zellen zurückgebracht. Es entstanden landwirtschaftliche Flächen, eine Baumschule, Tierzucht, Rinder, Schweine und anfangs auch Pferde und einige Weiher mit Fischbesatz. Heute wird das Gelände von den Bayerischen Staatsforsten genutzt. Auf dem Areal befinden sich einige landwirtschaftliche Gebäude, ein Wohnhaus für Beamte der JVA und ihre Familien, Wirtschaftsgebäude und Weiher. Die Weiher sind Brut- und Rastplatz seltener Wasservögel. 2017 wurden am Eingang von den Bayerischen Staatsforsten eine Informationstafel aufgestellt.
Das Gelände ist frei zugänglich.